# Зеленогирске
Зеленогирске (на украински: Зеленогірське) е селище от градски тип в Южна Украйна, Подилски район на Одеска област. Населението му е около 1789 души.